# Monastère de Colombier-le-Cardinal
Le monastère de Colombier-le-Cardinal est un monastère situé à Colombier-le-Cardinal, en France.

## Localisation
Le monastère est situé sur la commune de Colombier-le-Cardinal, dans le département français de l'Ardèche.

## Historique
L'édifice est inscrit au titre des monuments historiques en 1927.